# Mizuho Athletic Stadium
Il Mizuho Athletic Stadium (名古屋市瑞穂公園陸上競技場?, Nagoya-shi Mizuho Kōen Rikujō Kyōgijō) è un impianto sportivo polivalente di Nagoya, in Giappone. Ha una capacità di 27.000 posti e fu costruito nel 1941.